# João Mulato
João Mulato, nome artístico de Wilson Leôncio de Melo (Passos, 25 de outubro de 1950 — Bauru, 20 de abril de 2020), foi um cantor, violeiro e compositor brasileiro.

## Biografia
Nascido na zona rural de Passos, em Minas Gerais, desde criança João Mulato foi iniciado na música por seu pai, que tocava cavaquinho e violão e apreciava um repertório de músicas sertanejas de autores como Raul Torres, Florêncio, Tonico & Tinoco. Experimentou os instrumentos do pai, mas foi na viola caipira que encontrou seu instrumento favorito. Tentou várias vezes a sorte na capital paulista, mas somente em 1974 conseguiu receber atenção. Mesmo assim, seu início profissional foi difícil, tendo de trabalhar como servente de pedreiro e faxineiro para sobreviver. Com 20 anos radicou-se definitivamente em São Paulo.
Lá conheceu o violeiro de estúdio Bambico (Domingos Miguel dos Santos), formando com ele a dupla João Mulato & Douradinho, ganhando notoriedade nacional, sendo considerado um ícone da música sertaneja "raiz", lançando com ele dez discos e várias reedições.
João Mulato era admirado como violeiro, e segundo o jornalista Vinicius Bomfim, João Mulato foi um "ícone do sertanejo raiz, e conhecido por ser o primeiro violeiro canhoto a inverter a sequência das notas na viola caipira".e tocou ao lado de outros nomes de destaque na música sertaneja, como Tião Carreiro, Tonico e Tinoco, Pardinho e Paraíso. Mais tarde formou duplas com Pardinho e Paraíso. Tem verbete no Dicionário Cravo Albin da Música Popular Brasileira.
João Mulato passou seus últimos anos em Bauru, onde morreu em 20 de abril de 2020, vitimado por um câncer. Sua morte recebeu ampla cobertura da mídia nacional, e após seu falecimento foi homenageado com uma retrospectiva na TV Bauru, quando o produtor Xiko Coffani disse que ele foi "um grande violeiro, com muitos fãs pelo Brasil, muito respeitado". Oneir Caçador, apresentador do programa Viva Viola da Net, disse que "ele levava a sério a música sertaneja, [era] um líder no segmento. Era tímido, falava pouco, mas representava uma grande bandeira da música raiz. Perdemos um grande pedaço da música sertaneja".

## Distinções
- Em 1995 foi premiado juntamente com Pardinho, no 8º Prêmio da Música Brasileira na categoria regional.[11]
- Em 2007 foi premiado juntamente com Douradinho, no 18º Prêmio da Música Brasileira na categoria regional.[12]
- Em 2009 recebeu a Ordem do Mérito Legislativo Municipal da Câmara de Passos.[13]

## Discografia
João Mulato lançou 21 discos com Douradinho, dois com Bambico e nove com Pardinho e fez participações em coletâneas e discos de outros músicos. Alguns lançamentos:
- (2007) Não deixo a viola cair - (com João Carvalho)
- (2006) As mais românticas de Tião Carreiro - (com Douradinho)
- (2004) Fera ferida - (com Douradinho)
- (2001) Modas de viola clássicas - (com Douradinho)
- (1999) Ao mestre com carinho - (com Douradinho)
- (1994) Janela da vida - (com Pardinho)
- (1989) Primeira dama - (com Douradinho)
- (1986) O imã do amor - Vol. 5 - (com Douradinho)
- (1985) Moda de viola - Vol. 1 - (com Douradinho )
- (1984) João Mulato & Douradinho - Vol. 3
- (1981) Meu reino encantado (com Bambico)
- (1980) Saudade de um amor que passa - (com Bambico)